# るろうに剣心 (ミュージカル)
『るろうに剣心』（るろうにけんしん）は、日本のミュージカル作品。正式タイトルは、『浪漫活劇（アクションロマネスク）「るろうに剣心」』。
和月伸宏による漫画『るろうに剣心 -明治剣客浪漫譚-』の、初の舞台化作品である。脚本・演出担当は小池修一郎。2016年初演。

## 概要
2016年2月から5月、宝塚歌劇団雪組で初演。主役の緋村剣心を当時のトップスター早霧せいなが務めた。
東京に現れた剣心が神谷薫と出会い、幕末からの因縁にアヘンの密造が絡む騒動に巻き込まれる中で、市井の人々のささやかな幸せを護る剣の道を探しながら「人斬り抜刀斎」であった過去の自分と決別しようと葛藤する姿を中心に描いた物語。原作で「東京編」と称されるエピソードより抜粋構成した内容を主軸とする。
小池修一郎の案により架空の新選組隊士である加納惣三郎が登場、明治維新を挟み剣心と対峙するオリジナルキャラクターとして描かれた。
2018年10月11日から11月7日、松竹と梅田芸術劇場の共同主催・製作により、前年に宝塚を退団した早霧が再び剣心に扮した同名作品が上演された。
2022年5月17日から6月24日にはIHIステージアラウンド東京において「京都編」が公演された。当初は2020年11月から12月の公演予定であったが、新型コロナウイルス感染拡大の影響を受け、全公演中止となることが同年8月28日に発表されていた。

## 宝塚歌劇団での上演
2016年2月5日から3月14日に宝塚大劇場（新人公演は2月23日）、同年4月1日から5月8日に東京宝塚劇場（新人公演は4月14日）で、雪組により上演。
2015年10月20日に行われた制作発表会では原作者の和月伸宏とアニメ版の剣心の担当声優である元月組トップスターの涼風真世がスペシャルゲストとして登場、初日公演も観劇した。
劇場内レストランでは公演期間中の特別メニューとして、原作にある「赤べこの牛鍋」を提供した。

### 主な配役
- 本公演
  - 緋村剣心：早霧せいな[5]
  - 神谷薫：咲妃みゆ[5]
  - 加納惣三郎：望海風斗[5]
  - 山県有朋：夏美よう[5]（専科）
  - 井上馨／比留間喜兵衛：美城れん[5]（専科）
  - 山県友子／銀杏屋の女将：梨花ますみ[5]
  - 揚屋の女将：舞咲りん[5]
  - 銀杏屋の亭主／関原音吉：奏乃はると[5]
  - 井上武子／天神：早花まこ[5]
  - 相楽左之助：鳳翔大[5]
  - 高荷恵：大湖せしる[5]
  - カトリーヌ／天神：沙月愛奈[5]
  - 桂小五郎／ベルクール：蓮城まこと[5]
  - 比留間伍兵衛／セバスチャン：香綾しずる[5]
  - 綿銀の旦那：朝風れい[5]
  - 関原弥栄：千風カレン[5]
  - 癋見：透真かずき[5]
  - 警官／辰巳：央雅光希[5]
  - 武田観柳：彩凪翔[5]（代役：真那春人[注 1]）
  - 朱音太夫：桃花ひな[5]
  - 式尉／：真那春人[5]（代役：鳳華はるな[注 1]）
  - 瓦版売り：真那春人[5]（代役：真條まから[注 1]）
  - 天神：笙乃茅桜[5]
  - 斎藤一：彩風咲奈[5]
  - 火男／新聞売り：久城あす[5]
  - 般若：煌羽レオ[5]
  - ベルクール夫人／天神：杏野このみ[5]
  - 雪代巴／天神：星乃あんり[5]
  - 四乃森蒼紫：月城かなと[5]
  - 天神：白峰ゆり[5]
  - 岸田：橘幸[5]
  - 剣心の影：永久輝せあ[5]
  - 関原妙：有沙瞳[5]（代役：羽織夕夏[注 2]）
  - 三条燕：星南のぞみ[5]
  - 明神弥彦：彩みちる[5]
- 新人公演
  - 緋村剣心：永久輝せあ[5]
  - 神谷薫：彩みちる[5]
  - 加納惣三郎：諏訪さき[5]
  - 山県有朋／比留間喜兵衛：真條まから[5]
  - 井上馨／比留間伍兵衛：叶ゆうり[5]
  - 山県友子：彩月つくし[5]
  - 関原音吉／瓦版売り：叶海世奈[5]
  - 井上武子：蒼井美樹[5]
  - 相楽左之助：真地佑果[5]
  - 高荷恵：有沙瞳[5]
  - カトリーヌ：水沙瑠流[5]
  - 桂小五郎：彩波けいと[5]
  - ベルクール：瀬南海はや[5]
  - セバスチャン：星加梨杏[5]
  - 関原弥栄：沙羅アンナ[5]
  - 癋見：眞ノ宮るい[5]
  - 警官／辰巳：璃央じゅん[5]
  - 武田観柳：橘幸[5]
  - 朱音太夫：妃華ゆきの[5]
  - 式尉／新聞売り：ゆめ真音[5]
  - 斎藤一：陽向春輝
  - 火男：久城あす（宝塚）[注 3]、汐聖風美[5]
  - 般若：日和春磨[5]
  - ベルクール夫人：華蓮エミリ[5]
  - 雪代巴：星南のぞみ[5]
  - 四乃森蒼紫：縣千[5]
  - 岸田：望月篤乃[5]
  - 剣心の影：鳳華はるな[5]
  - 関原妙：羽織夕夏[5]
  - 三条燕：野々花ひまり[5]
  - 明神弥彦：希良々うみ[5]

## 松竹での上演
2018年10月11日から11月7日まで新橋演舞場、同年11月15日から24日まで大阪松竹座で上演。
宝塚版から小池修一郎以下多くのスタッフを引き継ぎ、主な改変は殺陣の難度と量の増強という条件下で、主演の早霧せいなは自身以外一新されたキャストの中男優に混じり男性役を演じるという異色の挑戦となった。

### 配役（松竹）
- 主な配役
  - 緋村剣心：早霧せいな[7]
  - 神谷薫：上白石萌歌[7]
  - 加納惣三郎：松岡充[7]
  - 斎藤一：廣瀬友祐[7]
  - 四乃森蒼紫：三浦涼介[7]
  - 武田観柳：上山竜治[7]
  - 相楽左之助：植原卓也[7]
  - 高荷恵：愛原実花[7]
  - 剣心の影：松岡広大[7]
  - 明神弥彦：加藤憲史郎[7] / 大河原爽介[7] / 川口調[7]
  - 山県有朋：宮川浩[7]
  - 井上馨：松井工[7]
  - セバスチャン：遠山裕介[7]
  - 山県友子：月影瞳[7]
  - 朱音太夫：彩花まり[7]
  - 関原妙：五條まりな[7]
  - 三条燕：田村芽実[7]
  - 雪代巴：松村彩永[8]

## IHIステージアラウンド東京での上演
2020年11月3日から12月15日までIHIステージアラウンド東京で上演される予定であったが、前述のとおり中止となった。それから1年半後、2022年5月17日から6月24日までIHIステージアラウンド東京で上演された。

### 配役（IHIステージアラウンド東京）
- 緋村剣心：小池徹平
- 志々雄真実：黒羽麻璃央
- 四乃森蒼紫：松下優也
- 瀬田宗次郎：加藤清史郎
- 相楽左之助：岐洲匠
- 本条鎌足：奥野壮
- 神谷薫：井頭愛海
- 巻町操：鈴木梨央
- 駒形由美：伶美うらら
- 斎藤一：山口馬木也
- 比古清十郎：加藤和樹
- 悠久山安慈：郷本直也
- 佐渡島方治：猪塚健太
- 才槌：松浦司
- 夷腕坊：キャッチャー中澤
- 刈羽蝙也：梶原颯
- 沢下条張：才川コージ
- 高荷恵：城妃美伶
- 柏崎念至：阿部裕

## スタッフ
- 宝塚版
  - 原作：和月伸宏[9]
  - 連載：集英社「ジャンプコミックス」
  - 脚本・演出：小池修一郎[9]
  - 作曲・編曲：太田健[9]、青木朝子[9]
  - 編曲：岡田あゆみ[9]
  - 音楽指揮：佐々田愛一郎（宝塚）[9]、塩田明弘（東京）[9]
  - 振付：謝珠栄[9]、若央りさ[9]、桜木涼介[9]、KAORIarive[9]、鈴懸三由岐[9]
  - 殺陣：市川猿四郎（松竹）[9]、栗原直樹[9]、森大[9]
  - 装置：大橋泰弘[9]
  - 衣装：有村淳[9]
  - 照明：笠原俊幸[9]
  - 音響：大坪正仁[9]
  - サウンドプログラマー：上田秀夫[9]
  - 映像：奥秀太郎[9]
  - 歌唱指導：やまぐちあきこ[9]
  - 特殊メイク：馮啓孝[9]
  - 制作著作：宝塚歌劇団[9]
  - 主催：阪急電鉄[9]

- 松竹版
  - 原作：和月伸宏[10]
  - 脚本・演出：小池修一郎[10]
  - 音楽監督：太田健[10]
  - 作曲・編曲：太田健[10]・青木朝子[10]
  - 美術：松井るみ[10]
  - 照明：笠原俊幸[10]
  - 音響：大坪正仁[10]
  - 振付：桜木涼介[10]・本山新之助[10]・謝珠栄[10]
  - 殺陣：栗原直樹[10]・六本木康弘[10]
  - 立師：市川猿四郎[10]
  - 衣裳：半田悦子[10]
  - ヘアメイク：宮内宏明[10]
  - 映像：奥秀太郎[10]
  - サウンドプログラマー：上田秀夫[10]
  - 歌唱指導：山川高風[10]・満田恵子[10]
  - 音楽監督補：太田裕子[10]
  - 稽古ピアノ：中野裕子[10]
  - 演出助手：坂本聖子[10]・伊達紀行[10]
  - 舞台監督：二瓶剛雄[10]
  - 主催・製作：松竹[10]・梅田芸術劇場[10]
  - 企画：梅田芸術劇場[10]
  - 協力：宝塚歌劇団[10]

- IHIステージアラウンド東京版
  - 原作：和月伸宏
  - 脚本・演出：小池修一郎
  - 音楽：太田健・和田俊輔
  - 振付：桜木涼介、本山新之助、Avecoo
  - アクション監督：栗田政明
  - エクストリームマーシャルアーツ：神戸豊
  - 美術：松井るみ
  - 照明：吉田一統
  - 音響：山本浩一
  - 映像：溝上水緒
  - 衣裳：半田悦子
  - ヘアメイク：宮内宏明
  - 歌唱指導：堂ノ脇恭子、板垣辰治
  - 演出助手：長町多寿子、加藤由紀子
  - 舞台監督：倉科史典、今野健一
  - 宣伝美術：羽尾万里子
  - 宣伝写真：LESLIE KEE
  - 主催：TBS、梅田芸術劇場、ディスクガレージ、ローソンエンタテインメント、電通
  - 特別協賛：くら寿司
  - 企画：梅田芸術劇場、TBS
  - 制作：TBS、梅田芸術劇場
  - 協力：宝塚歌劇団
  - 後援：TBSラジオ